# Zuhause ist der Zauber los
Zuhause ist der Zauber los (Alternativtitel Imagine that – Die Kraft der Fantasie; Originaltitel Imagine That) ist eine romantische amerikanisch-deutsche Filmkomödie des Regisseurs Karey Kirkpatrick aus dem Jahr 2009. In den Hauptrollen sind Eddie Murphy, Thomas Haden Church, Nicole Ari Parker und Martin Sheen zu sehen.

## Handlung
Evan Danielson konzentriert sich auf seine Karriere als erfolgreicher Finanzchef in einem Betrieb, in dem er bereits seit acht Jahren gearbeitet hat, als plötzlich Johnny Whitefeather als sein Konkurrent eingestellt wird. Dieser zieht alle Angestellten in eine Art Bann, der alle davon überzeugt, dass indianische Zaubersprüche mehr bringen als recherchierte und berechnete Aktienkurse. Schließlich findet Evan Danielson heraus, dass seine Tochter Olivia, mit der er viel zu wenig Zeit verbringt, mithilfe ihrer Kuscheldecke „Goo Gaa“ und den zwei Prinzessinnen Moopida und Koopida die Zukunft in der Geschäftswelt voraussagen kann.

## Kritiken
„Die Komödie verzichtet zwar auf digitale Effekte, um die Imagination des Mädchens zu illustrieren, ist im Umgang mit seinem Thema aber auch nicht realitätsnäher als herkömmliches ‚Family Entertainment‘. Weder nimmt er die ‚Kinder vs. Karriere‘-Problematik ernst, noch kann Eddie Murphys Komik über den allgemeinen Leerlauf hinwegtrösten.“

„Er ist weit davon entfernt, ein Meisterwerk zu sein, aber Eddie Murphy kehrt hier zu den Rollen zurück, mit denen er groß geworden ist und zeigt, dass er mehr kann, als nur im Fatsuit laue Witzchen zu reißen. Dazu kommt, dass er mit Thomas Haden Church (Sideways) und Martin Sheen (Apocalypse Now) mal wieder ein paar echte Schauspieler und nicht nur Knallchargen an seiner Seite hat.“

„Zuhause ist der Zauber los wird zu einem filmischen Äquivalent für ein übertrieben großes Stück Sahnetorte, süß und fett und cremig; bei jedem einzelnen Bissen schämt man sich ein bisschen mehr für den Bäcker, ob dieser Nährwerte und des allzu einseitigen süß-fetten Geschmacks.“

## Veröffentlichung
Der Film startete am 12. Juni 2009 in den US-Kinos und konnte weltweit bei einem Produktionsbudget von 55 Mio. US-Dollar lediglich etwas mehr als 22 Mio. US-Dollar wieder einspielen.